# NGC 6771
NGC 6771 ist eine linsenförmige Galaxie vom Hubble-Typ SB0/a im Sternbild Pfau am Südsternhimmel. Sie ist rund 185 Millionen Lichtjahre von der Milchstraße entfernt und hat einen Durchmesser von etwa 130.000 Lichtjahren. Gemeinsam mit NGC 6769 und NGC 6770 bildet sie das Galaxientrio KTS 59 und gilt als Mitglied der IC 4845-Gruppe (LGG 427).
Im selben Himmelsareal befinden sich weiterhin u. a. die Galaxien IC 4836, IC 4842, IC 4845.
Das Objekt wurde am 11. August 1836 von dem britischen Astronomen John Herschel entdeckt.